# European Journal of Sociology / Archives européennes de sociologie
European Journal of Sociology / Archives européennes de sociologie est une revue généraliste de sociologie à vocation internationale. Elle a été fondée en 1960 par Raymond Aron, Ralf Dahrendorf, Thomas Bottomore, Michel Crozier et Eric de Dampierre. Elle est éditée par Cambridge University Press, et publiée avec le concours de l’Institut des sciences humaines et sociales du Centre national de la recherche scientifique (CNRS).
Le European Journal of Sociology publie chaque année trois numéros (avril, août et décembre). Traditionnellement les deux premiers volumes sont composés d’articles varia et le troisième volume est dédié à la publication d’articles centrés – key concept et state of the art – et d’études critiques et de comptes rendus d’ouvrages. Le journal évalue les articles en double aveugle avec deux évaluateurs externes et délibération du comité de rédaction réuni.
European Journal of Sociology / Archives européennes de sociologie  fait partie des revues constituant le pôle éditorial de la Maison des Sciences de l’Homme Mondes (Maison Archéologie & Ethnologie René-Ginouvès avant 2020) au sein du campus de l’Université Paris Nanterre.